# هرمان میلر (نویسنده)
هرمان میلر (انگلیسی: Herman Miller؛ ۱۰ نوامبر ۱۹۱۹ – ۱۸ آوریل ۱۹۹۹) یک فیلم‌نامه‌نویس و تهیه‌کننده اهل ایالات متحده آمریکا بود.
وی دانش‌آموختهٔ دانشگاه کالیفرنیای جنوبی بود.
از فیلم‌ها یا مجموعه‌های تلویزیونی که وی در آن‌ها نقش داشته است می‌توان به مک‌کلاود و ویرجینیایی اشاره نمود.